# 輪ゴム

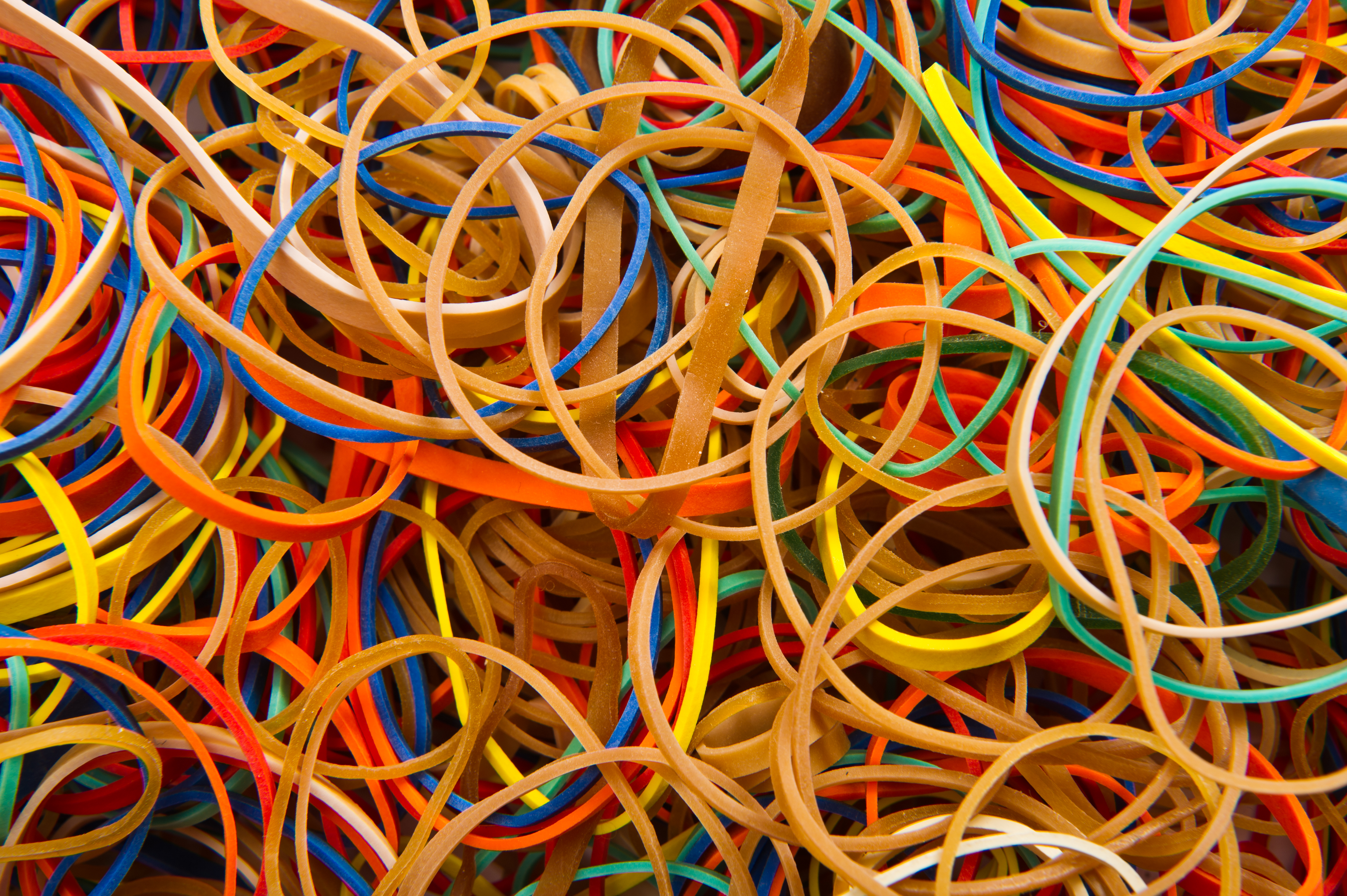
輪ゴム

輪ゴム（わゴム）は、物を束ねる目的で輪状に加工されたゴム製の文房具。ゴムバンド、ゴム輪、ラバーバンド (Rubber band) とも呼ばれる。また、ゴム紐（ひものように糸でコーティングしてある長いゴム）で輪状に加工された製品は、イラスティックバンド (Elastic band) と呼ばれる。

## 概要

指による輪ゴムの伸縮状態

大きいものから小さいもの、また細いものから太いものまで様々ある。天然ゴムを原料とする輪ゴムは黄土色であるが、原料に色素を混ぜて着色される場合がある。耐油性や耐候性を持たせた輪ゴムもある。ゴムノキから採れるラテックスを原料としたものが多い。形状が類似するがOリングは流体の封止が用途であり、輪ゴムと比較して伸縮性が乏しく、特定の流体に耐久性がある。
日本では日本産業規格（JIS規格）「JIS Z 1701 ゴムバンド」に寸法、張力等が定められており、18号が最もよく使われるといわれる。JIS規格での代表的な寸法（折り径: 内周の半分の長さ）は以下の通り。
- 7号: 18 mm
- 8号: 25 mm
- 10号: 35 mm
- 12号: 40 mm
- 14号: 50 mm
- 16号: 60 mm
- 18号: 70 mm

## 歴史
輪ゴムの歴史は1820年、後に加硫ゴムの発見者の一人として知られるイギリスのトーマス・ハンコック (Thomas Hancock) が、中南米の先住民族が使用していたゴム製の袋を薄く輪切りにすることで、靴下や服の袖を止めるのに利用できるのを発見したことに始まる。
加硫ゴムの特許を初めて取った人物はアメリカの発明家・実業家であったチャールズ・グッドイヤーで、1844年6月15日に取得した。なおチャールズ・グッドイヤーはゴムタイヤメーカーであるグッドイヤーの創始者ではなく、グッドイヤー経営に関わったこともない。
加硫ゴム製品に関する特許を初めて取得したのは19世紀イギリスの発明家であり加硫ゴム製品会社を経営する実業家でもあったスティーブン・ペリー (Stephen Perry) で、取得年月日は1845年5月17日のことである。
日本では大正後期より使われ始めた。株式会社共和によれば1923年（大正12年）、同社の創業者が自転車のチューブを薄く切り、輪ゴムとして生産したのが国産第1号の輪ゴムであり、日本銀行が紙幣を束ねるのに採用した。原料はその後アメゴムに進化した。トップメーカーである共和の「オーバンド」（今竹七郎による箱デザイン）が著名で、他社の箱のデザインにも模倣されている。また近年、多様化が進み抗菌加工を施したり、カラフルなカラーバンドや特殊なサイズの用途も増加したため、中身のサイズや色・残量などが見える透明なビニール袋を採用したメーカーや500 g程度の小ロットからも即納で対応するネットショップも出現している。
東京・浅草橋のデザイン工房アッシュコンセプトが開発した動物輪ゴムはアメリカで非常に人気がある。

## 輪ゴムを使った遊び
輪ゴム以外を使わない簡単な遊びに、指で輪ゴムを飛ばすものがある。
1. 片手を拳銃に見立て、握った拳の人差し指と親指を立てる。
2. 小指に輪ゴムを引っかけ、引っ張って親指の付け根の手の甲側を通り、もう一端を人差し指の先にかける。
3. 小指のフックを外すと人差し指の指す方向に輪ゴムが飛んでいく。

狙った的に当てて遊ぶほか、人に向かって当てるいたずらとして使われる。時折、誤射をして本人が痛い目にあうこともある。
器具を使うものでは、割り箸や針金を使って発射装置を作成するものがあり、気軽にできる工作として愛好家もいる。木材やプラスチック等でモデルガンに近い精巧なものが作成されることもある。

### 温度変化
輪ゴムを引っ張ると温度が上昇し、元に戻すと温度が低下する。両手で太目の輪ゴムを引っ張ったり戻したりしながら、中間部を唇に当てると、温度変化を感じ取ることができる。

## 輪ゴムの劣化・溶解
輪ゴムの多くが長期間の使用や外部刺激等により、劣化・溶解する。輪ゴムの原料は天然ゴムであり、自然素材であるため、製造されてからの時間経過により紫外線や大気中のバクテリアなどにより生分解される。またゴムの性質上、一定の温度を超えると、溶解、液化する。長時間日光にさらした場合も同様。ある種の薬品、溶液にも弱く、比較的容易に溶解する。多くのゴム製品には、劣化を抑えるための添加物が入っているため、新品の輪ゴムはそのままの状態で置いておいても劣化が少なく、互いに溶け合って接着するようなことはないが、一度でも伸ばされると組織が磨耗し、劣化が始まる。湿気があり多くの微生物に触れるような状況下では、通常より劣化が早い。輪ゴムを長期間別のものに接触させていると、溶解・接着してしまう事がある。これは輪ゴム自体が溶けているもので、素材本体を傷めるものではない。また、輪ゴムで髪を留めた場合も、髪の毛から浸透する油脂によって徐々に膨張し、しばらく使用しているうちに切れてしまう。
このような性質から、輪ゴムはあくまで一時的な使用に適しており長期的な保存には向かない。しかし輪ゴムの性質への理解不足やうっかりミスから、輪ゴムを使用したまま長期保存された文書などに劣化した輪ゴムが溶解・接着して文書を汚損してしまう事例がしばしばみられる。

## 国内メーカー
現在輪ゴムを自社で製造し販売している、主な国内メーカーのみ記す。
- 共和 - オーバンド
- オカモト - OKゴムバンド（スリーバンド）
- 東華護謨工業[4] - トーカバンド
- 株式会社たんぽぽ[5] - たんぽぽゴムバンド
- アイ・ジー・オー[6] - IGOゴムバンド
- セメダイン - ゴムバンド

その他、商社のシモジマ（ヘイコーバンド）・ホリアキ（ハートインゴムバンド）や、大手文具会社のコクヨがオリジナルブランドで販売している。

## 参考資料
- オーバンドの箱の裏側
- 平成9年度 真岡市小学校理科研究発表会 努力賞作品「輪ゴムの劣化」（6年児童6名による研究）[リンク切れ]